# پشت کوه‌های بلند
پشت کوه‌های بلند یک مجموعه تلویزیونی به نویسندگی و کارگردانی امرالله احمدجو است که در ژانر تاریخی، طنز و اجتماعی در اردیبهشت و خرداد ۱۳۹۱ از شبکه سه سیما پخش شده‌است. 
این مجموعه ابتدا قرار بود با نام اوسنه پادشاهی روی آنتن برود اما در آبان ۹۰ احمدجو از تغییر نام آن به پشت کوه‌های بلند خبر داد. مجموعه پشت کوه‌های بلند به شکل رسمی ادامه سریال‌های روزی روزگاری و تفنگ سرپر نیست اما حضور بازیگران این دو سریال در پشت کوه‌های بلند و اکثرا با همان نام شخصیت قبلی در واقع یادآور آن دو اثر است.
قسمت‌های پایانی با حضور شخصیت‌های داستانی (خاله لیلا)، (صفر بیگ)، و (شیرخان)، یا همان (مراد بیگ) کاملا یادآور روزی روزگاری است، اما این مجموعه تداعی کننده سریال تفنگ سرپر نیز هست حضور بهروز مسروری، حسن اکلیلی، آتش تقی‌پور، انوشیروان ارجمند، فردوس کاویانی و فریدون سورانی در پشت کوه‌های بلند به خصوص آنکه اکثرا با همان نام شخصیت‌های قبلی هستند مجموعه تفنگ سرپر را برای بیننده یادآوری می‌کند، امرالله احمدجو و مهوش صبرکن، سانسور سکانس‌های زیادی از سریال و پخش در زمان نامناسب را دلیل دیده نشدن زیاد این اثر یاد کرد.

## خلاصه داستان
در خلاصه داستان این سریال آمده‌است: حسام بیگ با نام جدید سامشا اکنون پادشاه ایران شده و برای خوشگذرانی به سمت اصفهان می‌آید. کاروان او را همسرش ملک خاتون و دو فرزندش ولیعهد و شا دخترو، تلخک دربار قشونسالار، میرغضب و ریز و درشت درباریان، جارچی‌ها، دسته موزیک و آشپزخانه دربار همراهی می‌کنند.
حاکم دست نشانده سامشا در اصفهان که دور از چشمان سامشا می‌خواهد پادشاهی را از آن خود کند، با طراحی پیشکار خواجه نعمان تاجر بزرگ اصفهان و کدخدای کولیباد را به دارالحکومه دعوت کرده تا با جلب حمایت آنها طرح خود را عملی کنند. معلوم می‌شود که خواجه نعمان با غرق شدن کشتی‌هایش در مسیر هند ورشکسته شده و کدخدای کولیباد هم آن سلحشور و جنگجویی که تصور می‌کردند نیست.
قاصد پادشاه سر می‌رسد که سامشا در انتظار پیشواز حاکم در نزدیکی اصفهان اردو زده است و بنا به خلقیت خاصش و عادت دوران راهزنی هنوز بیابان نشینی و چادرنشینی را به کاخ‌نشینی ترجیح می‌دهد و به این جهت کنار رودخانه زاینده رود اردوگاهی برایش علم می‌شود، حاضر نیست وارد شهر اصفهان شود. حاکم و پیشکار عاجز و درمانده که نقشه پادشاهی را چه کنند و…

## بازیگران
| بازیگر           | نقش                     |
| ---------------- | ----------------------- |
| محمود پاک‌نیت     | پادشاه سامشاه           |
| حسن اکلیلی       | حاکم اصفهان             |
| مهوش صبرکن       | ملک‌خاتون                |
| محمد فیلی        | تلخک پادشاه             |
| بهروز مسروری     | کدخدای کولیباد          |
| انوشیروان ارجمند | شمس وزیر                |
| آتش تقی‌پور       | قشون سالار              |
| فردوس کاویانی    | صفرعلی                  |
| پرویز بزرگی      | میرغضب                  |
| بیژن گنجعلی      | قمر وزیر                |
| سپیده مظاهری     | حاکم‌خاتون               |
| راحیل گلکار      | قمرتاج (دختر حاکم)      |
| بهزاد داوری      | پهلوان ریزه             |
| فریدون سورانی    | پیشکار حاکم             |
| سیف‌الله نامداری  | خواجه حرم‌خان            |
| فربد احمدجو      | ولیعهد                  |
| مهتاج نجومی      | خاله ایلخان (خاله لیلا) |
| علیرضا شجاع‌نوری  | شیرخان (مراد بیگ)       |

## عوامل‌ پشت صحنه
عوامل سریال تلویزیونی «پشت کوههای بلند» عبارتند از: 
- مدیر تصویربرداری: جهان‌بخش مهربخش
- طراح صحنه و لباس: محسن نوروزی
- طراح چهره پردازی: احسان روناسی
- صدابردار: حسین حجازی
- آهنگساز: مانی جعفرزاده
- تدوین: مهدی جودی
- مجری طرح: مؤسسه فرهنگی میثاق فیلم.[۷]

## تولید
تصویربرداری این مجموعه در ۵۰ قسمت ۴۰ دقیقه‌ای به تهیه‌کنندگی رضا جودی و به سفارش گروه فیلم و سریال شبکه سه در اطراف زاینده رود و قسمت‌های پایانی در بیابان‌های میمه که سریال روزی روزگاری هم در آن ساخته شد انجام شده‌است.